# Cernogolovka
Cernogolovka (ru. Черноголо́вка) este un oraș din Regiunea Moscova, Federația Rusă și are o populație de 20.284 locuitori.